# Бункер Сиракур

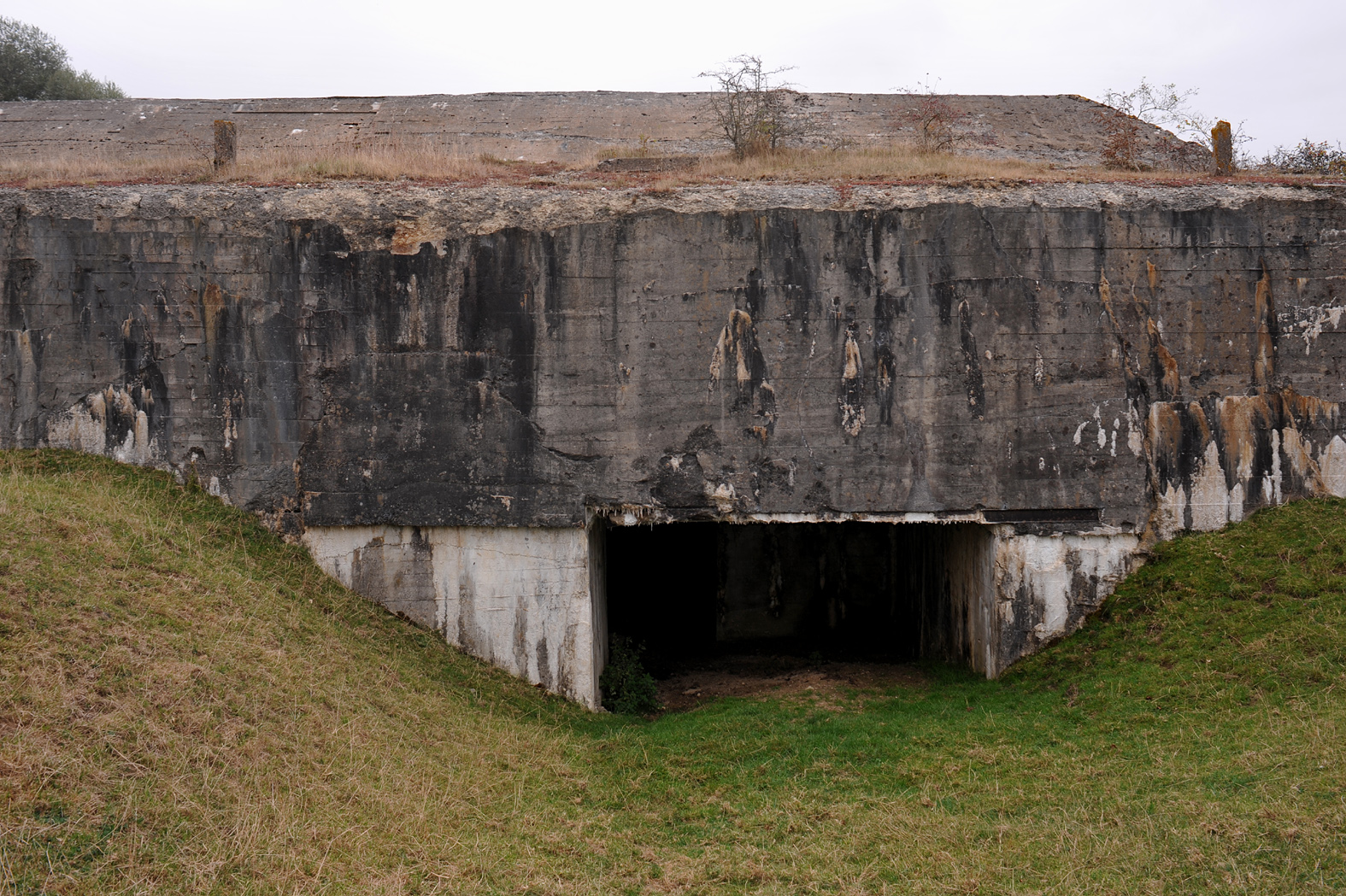
Современный вид

Бункер Сираку́р (фр. Le bunker de Siracourt, нем. Wasserwerk St. Pol) — германский подземный пусковой комплекс для самолётов-снарядов Фау-1, построенный в 1943 году возле населённого пункта Сиракур в провинции Па-де-Кале. Предназначался для обеспечения развертывания в больших количествах самолётов-снарядов Фау-1 на неуязвимой для бомбардировок стартовой позиции с целью последующего запуска по Лондону. Из-за интенсивных бомбардировок авиацией союзников, бункер так никогда и не был введён в эксплуатацию.

## История
Утрата немецкой авиацией позиций в воздушном пространстве Западной Европы привела к тому, что осуществление бомбардировок Великобритании стало для самолётов Люфтваффе практически непосильной задачей. Превосходство союзников в воздухе было очевидным. В попытке ответить на стратегические бомбардировки Германии, Люфтваффе сделало ставку на концептуально новые виды оружия — т. н. Оружие возмездия.
Главной надеждой Люфтваффе в планируемой кампании был самолёт-снаряд Fi-103 с пульсирующим воздушно-реактивным двигателем. Эта сравнительно простая и дешёвая ракета могла изготовляться в больших количествах, и запускаться по Великобритании вместо дорогих пилотируемых бомбардировщиков. Проведённые расчёты показывали, что интенсивный обстрел Лондона ракетами Фау-1 будет в экономическом смысле более эффективен, чем известный «Блиц» 1940 года.
При проработке планов развертывания ракет Фау-1 встал вопрос о типе стартовых позиций. Инженеры считали, что ракету следует запускать со стационарных позиций, расположенных в укрытых бункерах. Военные склонялись к рассредоточению позиций по местности как средству защиты, указывая на то, что Люфтваффе не сможет защитить бункера от бомбардировок союзников. В конечном итоге, был достигнут компромисс: было решено развернуть четыре "тяжелые" бункерные позиции, и 96 "легких", рассредоточенных на местности позиций.
Первые две бункерные пусковые установки было решено развернуть в Па-де-Кале, в районе Сиракур - на расстоянии в 210 км от Лондона, рассматривавшегося как основная цель Фау-1.

## Конструкция
Бункер в Сиракуре должен был быть прямоугольной железобетонной конструкцией, длиной 215 метров, шириной 36 метров и высотой в 10 метров. На его постройку предполагалось израсходовать 55000 кубометров железобетона. 
Железнодорожная ветка соединяла бункер с системой железных дорог Франции. Поезда, доставляющие ракеты и топливо, должны были разгружаться внутри бункера, тем самым сводя к минимуму воздействие бомбардировок на деятельность персонала. До 150 ракет Фау-1 в разобранном состоянии могло храниться одновременно в бункере. 
Перпендикулярно основной конструкции, на поверхность должна была выходить одна или две стартовые катапульты, выходящие на поверхность. Предполагалось, что бункер позволит осуществлять непрерывный обстрел Лондона с темпом 30 самолётов-снарядов в сутки.
Заглублённый в мягкий грунт (крыша бункера выступала над поверхностью всего на 3 метра) и тщательно замаскированный, бункер представлялся чрезвычайно трудноуязвимой целью. Немцы предполагали, что никакие мыслимые бомбардировки союзников не смогут замедлить темпа запуска ракет, и даже в случае выхода из строя железнодорожного полотна, запас ракет в бункере позволит поддерживать темпы до ремонта.

## Бомбардировки
Союзники обнаружили работы в Сиракуре почти сразу после их начала в сентябре 1943 года. Бомбардировки начались почти немедленно, но несмотря на все задержки и проблемы, постройка бункера продолжалась успешно до июня 1944 года, когда, убедившись в неэффективности обычных бомб, англичане сбросили на бункер 5-тонные бомбы Tallboy, падающие со сверхзвуковой скоростью и пробивающие грунт на 30 метров перед детонацией.
Бомбардировки 5-тонными снарядами конструкция бункера уже не выдержала. Одна бомба пробила  крышу бункера, и разорвалась внутри, причинив тяжелые повреждения несущей конструкции. Хотя бункер мог быть ещё восстановлен, продолжающиеся бомбардировки союзников и успешное развертывание "легких" позиций Фау-1 привели к тому, что работы над бункером были прекращены. 
В настоящее время бункер находится на частной территории, и доступ к нему ограничен.